# Falaises de Moher
Les falaises de Moher (en anglais : Cliffs of Moher ; en irlandais : Aillte an Mhothair, « falaises des ruines ») sont des ensembles de falaises situées près du village de Liscannor au sud-ouest du Burren dans le comté de Clare, en Irlande.
Elles s’élèvent jusqu’à 214 m au-dessus de l’océan Atlantique sur une longueur de huit kilomètres.
La tour O'Brien a été construite en 1835 au milieu des falaises par Sir Cornelius O'Brien, pour offrir un point d’observation pour les très nombreux touristes qui venaient déjà sur le site. Par temps clair, on peut y voir, outre les îles d'Aran et la baie de Galway, les montagnes du Connemara.
C'est le plus visité de tous les sites d'Irlande avec un million et demi de visiteurs par an.

## Tourisme

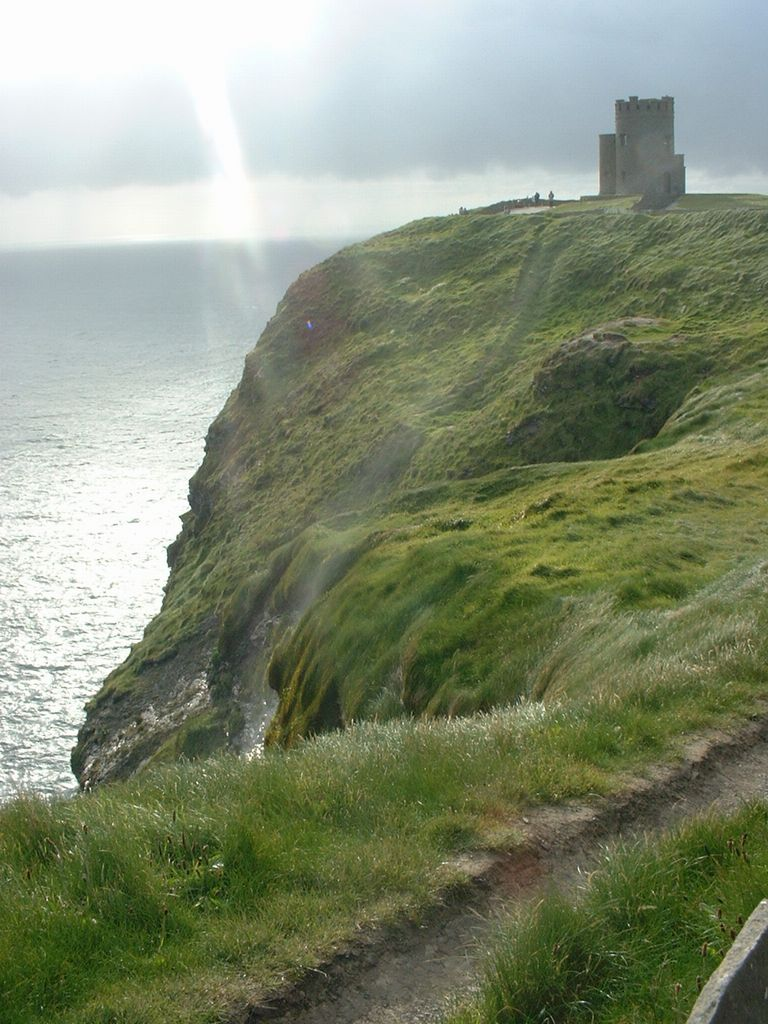
La tour O'Brien sur les falaises de Moher.

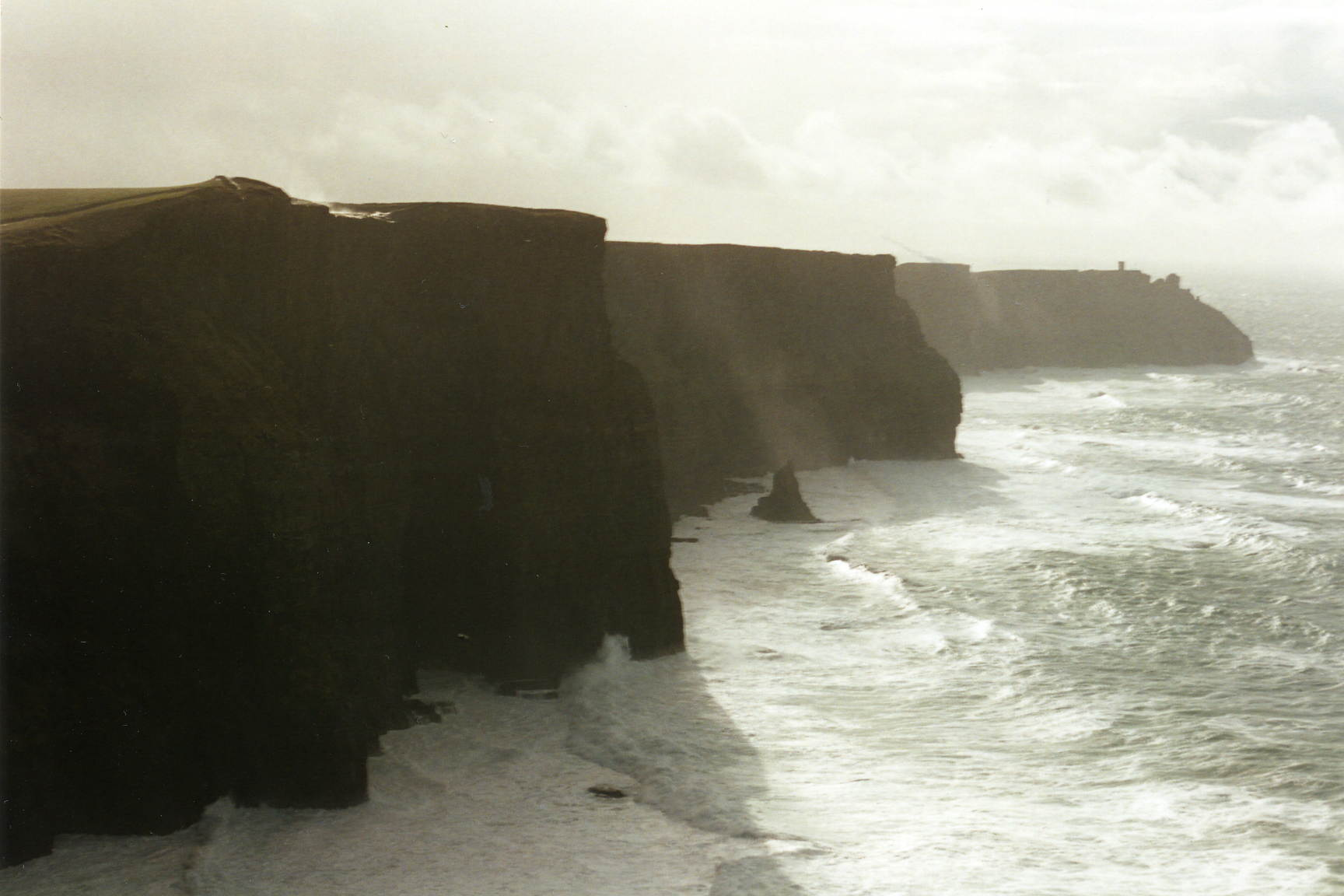
Les falaises de Moher par temps houleux.

Destination classique du tourisme en Irlande (c'est le site naturel le plus visité du pays), les falaises de Moher fascinent par leur beauté et leurs parois vertigineuses. Ces masses de calcaire et de schiste érodées par le vent et l'océan, souvent déchaînés près de ces côtes, sont visitées par plus d'un million de touristes par an, ce qui n'est pas sans conséquences sur la nature sauvage[réf. nécessaire]. Des aménagements[Lesquels ?] ont dû être construits afin de protéger ce site exceptionnel.
Depuis 2008, cet espace est protégé afin de préserver la faune, principalement constituée d'oiseaux marins[réf. souhaitée]. La présence de l'être humain s'est matérialisée par l'édification de nombreux murets de pierre[précision nécessaire].

## Accidents
En 2007, un Hongrois de vingt ans meurt après avoir chuté du haut des falaises, sans doute après avoir essayé de se prendre en photo,.
En janvier 2019 un étudiant indien de vingt-six ans y fait une chute mortelle en tentant de prendre un selfie du haut des falaises,. Un panneau d’avertissement contre ce danger est alors installé pour informer sur les conséquences et risques du tourisme et  prévenir les décès liés à cette pratique photographique.
En 2024, un nouvel accident provoque la chute et la mort d'une étudiante belge qui randonnait avec des amis et aurait perdu l'équilibre,.

## Cinéma
Ce paysage a par ailleurs accueilli le tournage d'une des scènes du sixième volet de la saga Harry Potter, Harry Potter et le Prince de sang-mêlé ainsi que dans Astérix et Obélix : Au service de Sa Majesté. De même, c'est le lieu de l'une des scènes de Princess Bride, film américain de Rob Reiner sorti en 1987 et adapté du roman de William Goldman paru en 1973. On peut aussi apercevoir ce magnifique paysage dans le film Donne-moi ta main mettant en vedette Amy Adams et Matthew Goode sorti en 2010.